# Mika Ojala
Mika Ojala (ur. 21 czerwca 1988 w Paimio) – piłkarz fiński grający na pozycji prawego pomocnika lub napastnika.

## Kariera klubowa
Karierę piłkarską Ojala rozpoczął w klubie Inter Turku. W 2006 roku awansował do kadry pierwszego zespołu. 19 kwietnia 2006 roku zadebiutował w wygranym 2:1 wyjazdowym meczu z FC Lahti. Swojego pierwszego gola w lidze Finlandii strzelił 28 czerwca 2007 roku w zremisowanym 1:1 domowym meczu z HJK Helsinki. W sezonie 2008 wywalczył z Interem pierwszy w historii klubu tytuł mistrza Finlandii. W tym samym roku zdobył też Puchar Ligi Fińskiej. Z kolei w 2009 roku wygrał z Interem Puchar Finlandii. W latach 2011 i 2012 został wicemistrzem kraju.
W 2013 roku Ojala grał w szwedzkim BK Häcken. W 2014 roku wrócił do Interu Turku, a w 2016 roku został zawodnikiem niemieckiego VfR Aalen. W 2017 r. ponownie zasilił szeregi FC Inter Turku. 1 stycznia 2020 r. zakończył karierę piłkarską.
| Sezon   | Klub        | Kraj      | Rozgrywki     | Mecze | Bramki |
| ------- | ----------- | --------- | ------------- | ----- | ------ |
| 2006    | Inter Turku | Finlandia | Veikkausliiga | 20    | 0      |
| 2007    | Inter Turku | Finlandia | Veikkausliiga | 24    | 4      |
| 2008    | Inter Turku | Finlandia | Veikkausliiga | 26    | 8      |
| 2009    | Inter Turku | Finlandia | Veikkausliiga | 22    | 7      |
| 2010    | Inter Turku | Finlandia | Veikkausliiga | 23    | 6      |
| 2011    | Inter Turku | Finlandia | Veikkausliiga | 32    | 16     |
| 2012    | Inter Turku | Finlandia | Veikkausliiga | 28    | 12     |
| 2013    | BK Häcken   | Szwecja   | Allsvenskan   | 21    | 0      |
| 2014    | Inter Turku | Finlandia | Veikkausliiga | 19    | 6      |
| 2015    | Inter Turku | Finlandia | Veikkausliiga | 14    | 4      |
| 2015/16 | VfR Aalen   | Niemcy    | 3. liga       |       |        |

## Kariera reprezentacyjna
W swojej karierze Ojala grał w reprezentacji Finlandii U-21. W 2009 roku wystąpił z nią na Mistrzostwach Europy U-21 w Szwecji.
W dorosłej reprezentacji Ojala zadebiutował 18 stycznia 2010 roku w przegranym 0:2 towarzyskim meczu z Koreą Południową. W 68. minucie tego meczu zmienił Roniego Porokarę.